# بوركينا فاسو
بوركينا فاسو هي دولة غير ساحلية في غرب أفريقيا، تحدها ستة دول هي مالي من الشمال، النيجر من الشرق، بنين من الجنوب الشرقي، توغو وغانا من الجنوب وساحل العاج من الجنوب الغربي. تقع ضمن دول الصحراء الكبرى في أفريقيا. تبلغ مساحتها 274,200 كم2، ويبلغ عدد سكانها 21,510,181 نسمة وتعتمد على الزراعة في اقتصادها، ومن أهم منتجاتها الفول السوداني، القطن، الذرة، الدخن، السورقوم، الأبقار، الماعز والضأن.
وتعتبر مدينة واغادوغو أهم مدن البلاد وهي العاصمة، تأتي بعدها مدينة بوبوديولاسو.

## أصل التسمية
كان اسم البلاد في الماضي كان «جمهورية فولتا العليا». وفي 4 أغسطس 1984 قام الرئيس توماس سانكارا بتغيير اسم الدولة إلى «بوركينا فاسو» والتي تعني «بلد الناس النزيهين (الطاهرين)»، بثلاث لغات رئيسية في البلاد: موري (بوركيندي، أي الناس النزيهين أو الطاهرين) وديولا (فاسو، أي دار الأب أو البلد).وفولفولدي للنسبة بوركينابي (سكان بوركينا فاسو)

## جغرافيا

### الموقع
توجد بوركينا فاسو في نطاق غربي أفريقيا، وهي دولة داخلية ولا سواحل لها، وتقع بوركينا فاسو في الغالب بين خطي عرض 9° و15° شمالاً (توجد منطقة صغيرة شمال خط العرض 15°)، وخطي طول 6° غرباً و3° شرقاً، تحدها مالي من الشمال والغرب وساحل العاج وغانا وتوجو من الجنوب، وبنين من الجنوب الشرقي، كما تقع جمهورية النيجر في شمالها الشرقي، ومنافذها إلى العالم الخارجي من ساحل العاج وغانا، وتبلغ مساحة أرضها (274,200 كم). وعاصمتها وجادوجو في وسط البلاد، ومن مدنها كودوغو وجاوا، وبنفورا، وبوبوديولاسو.

### السطح

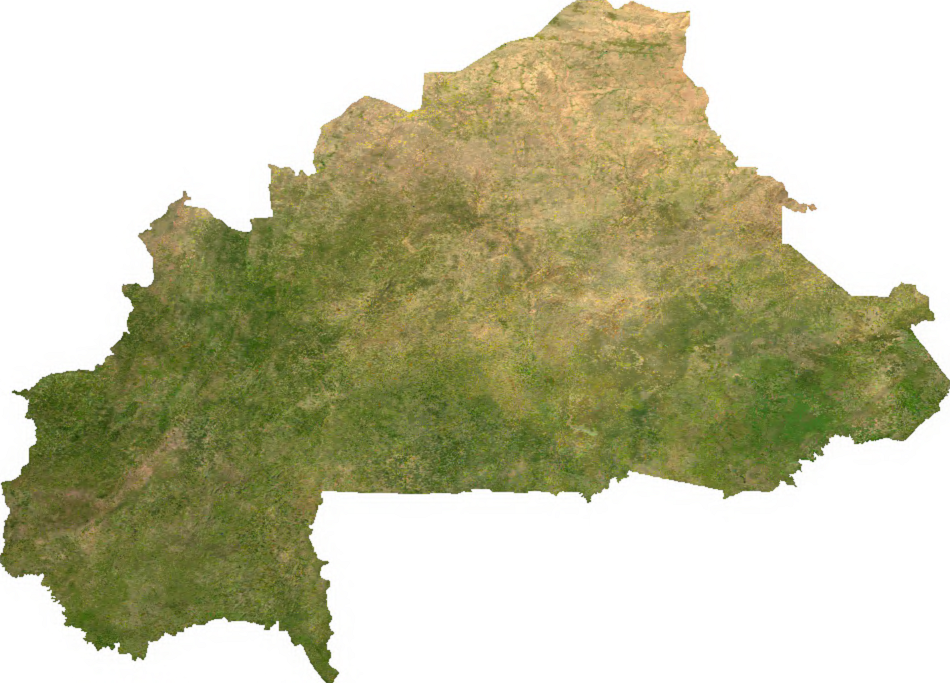
صورة قمر صناعي لأراضي بوركينا فاسو

أرضها هضبة من الصخور النارية والمتحولة، تغطيها الصخور الرسوبية، وتنتشر فوقها بعض القمم والجبال الانكسارية، وأعلى قممها جبل رتناكويرو (747 متراً)، وتجمع أرضها أودية نهرية عديدة، ويصرف معظمها إلى نهر فولتا مثل فولتا الأبيض وفولتا الأحمر وفولتا الأسود، وتنتشر المستنقعات في المناطق المنخفضة مثل مستنقع (جوروما) موطن ذبابة (تسي تسي) الضّارة.

### المناخ

خريطة تصنيف كوبن للمناخ في بوركينا فاسو

مناخ بوركينا فاسو من النوع المداري، ممطر في الصيف، وجاف في الشتاء، يقل المطر في الجنوب الغربي ويزداد في الشمال الشرقي، ترتفع حرارته في الصيف، وهكذا يتميز مناخها بفصلين، شتاء جاف، وصيف مطير يمتد من يونيو إلى سبتمبر، وتغطي حشائش السافانا والشجيرات مساحة كبيرة من أرضها.

## التاريخ
كانت بوركينا فاسو منذ القرن الحادي عشر أو الثاني عشر قسماً من ممالك مستقلة عُرفت باسم ممالك موسي وهم: مملكة تينكودوجو ومملكة ياتنجا ومملكة واغادوغو، تصدت تلك الممالك لهجمات ممالك الشمال ومن ثَم خضعت في نهاية القرن الخامس عشر لسيطرة إمبراطورية سونغاي حتى عادت تلك الممالك بعد سقوط سونغاي وظهرت أيضاً إمبراطورية كونغ ومملكة جويريكو في الجنوب الغربي وهي ممالك إسلامية تكونت بعد تفتت مملكة مالي، حتى خضعت أخيراً للاستعمار الفرنسي أيام تقدمه في أفريقيا عندما وقّع مع ممالك موسي معاهدة في سنة (1314 هـ -1896 م)، وضمت لمستعمرة السنغال العليا، ثم أصبحت مستعمرة منفردة في سنة (1335 هـ - 1916 م)، وعرفت بفولتا العليا. وعندما قام المسلمون في فولتا العليا بمحاولات لنيل إستقلالهم (فتتوا) أرضهم فوزعت على ساحل العاج ومالي والنيجر، وفي سنة (1385 هـ -1947 م)، استعادت فولتا العليا وحدة أرضها في مستعمرة واحدة، ثم نالت استقلالها في سنة (1380هـ - 1960 م).

## السياسة والحكومة
بمساعدة فرنسية، استولى بليز كومباوري على السلطة في انقلاب عام 1987، أطاح بصديقه وحليفه القديم توماس سانكارا، الذي قُتل في الانقلاب.
نص دستور 2 يونيو 1991 على إنشاء حكومة شبه رئاسية، ويمكن حل البرلمان من قبل رئيس الجمهورية، الذي كان من المقرر انتخابه لمدة سبع سنوات. في عام 2000، عُدل الدستور وخُفّضت مدة الولاية الرئاسية إلى خمس سنوات وتحددت فترة الولاية إلى سنتين، مما منع إعادة الانتخاب المتتالي. دخل التعديل حيز التنفيذ خلال انتخابات 2005. فقد كان سيمنع إعادة انتخاب كومباوري في حال دخوله حيز التنفيذ قبل 2005، ورئيس الوزراء هو رئيس الحكومة ويعينه رئيس الجمهورية بموافقة الجمعية الوطنية، وهو مسؤول عن التوصية لتشكيل مجلس الوزراء.
طعن مرشحو الرئاسة الآخرون في نتائج الانتخابات، لكن قرر المجلس الدستوري في أكتوبر 2005، أنه نظرًا لأن كومباوري كان الرئيس الحالي منذ عام 2000، فإن التعديل لن ينطبق عليه حتى نهاية ولايته الثانية في منصبه. ومهد هذا الطريق أمام ترشيحه لانتخابات 2005. في 13 نوفمبر 2005، أعيد انتخاب كومباوري بأغلبية ساحقة، بسبب انقسام المعارضة السياسية وقتها.
في انتخابات 2010 الرئاسية، أعيد انتخاب الرئيس كومباوري، صوت فقط 1.6 مليون مواطن من بوركينا فاسو له، وكان يشمل إجمالي عدد السكان وقتها عشرة أضعاف عدد المصوتين له.
كانت احتجاجات بوركينا فاسو عام 2011 عبارة عن سلسلة من الاحتجاجات الشعبية التي دعت إلى استقالة كومباوري، والإصلاحات الديمقراطية، وزيادة رواتب القوات والموظفين الحكوميين والحرية الاقتصادية. ونتيجة لذلك، استُبدل المحافظون ورُفعت أجور موظفي الحكومة.
يتألف البرلمان من غرفة واحدة تُعرف باسم الجمعية الوطنية، والتي تضم 111 مقعدًا مع أعضاء منتخبين لمدة خمس سنوات. كانت هناك غرفة دستورية مكونة من عشرة أعضاء ومجلس اقتصادي واجتماعي ذو أدوار استشارية بحتة. أنشأ دستور عام 1991 برلمانًا من مجلسين، لكن أُلغي مجلس الشيوخ (مجلس النواب) في عام 2002.
عملت إدارة كومباوري على تحقيق اللامركزية في السلطة من خلال نقل بعض سلطاتها إلى السلطات الإقليمية والبلدية. لكن انعدام الثقة الواسع النطاق بالسياسيين وغياب المشاركة السياسية من قبل العديد من السكان زادا من تعقيد هذه العملية. وصف النقاد هذا الخليط بأنه هجين اللامركزية.
الحريات السياسية مقيدة بشدة في بوركينا فاسو، انتقدت منظمات حقوق الإنسان إدارة كومباوري بسبب العديد من أعمال العنف من قبل الدولة ضد الصحفيين وغيرهم من أعضاء المجتمع الناشطين سياسيًا.
في منتصف سبتمبر 2015، أدت محاولة انقلابية من قبل فوج الأمن الرئاسي (RSP) إلى الإطاحة مؤقتًا بحكومة كافاندو، جنبًا إلى جنب مع بقية النظام السياسي بعد أكتوبر 2014. إذ نصّبوا جيلبرت دينديري رئيسًا للمجلس الوطني الجديد. في 23 سبتمبر 2015، أعيد رئيس الوزراء والرئيس المؤقت إلى السلطة، وأعيد تحديد موعد الانتخابات الوطنية إلى 29 نوفمبر.
فاز كابوري بالانتخابات في الجولة الأولى من التصويت، وحصل على 53.5% من الأصوات مقابل 29.7% لمرشح المركز الثاني زيفرين ديابري. أدى اليمين في 29 ديسمبر 2015. وصفت بي بي سي الرئيس بأنه «مصرفي تلقى تعليمه في فرنسا... يعتبر نفسه ديمقراطيًا اجتماعيًا، وتعهد بالحد من بطالة الشباب، وتحسين التعليم والرعاية الصحية، وتوفير الرعاية الصحية للأطفال دون سن السادسة مجانًا».
وفقًا لتقرير البنك الدولي في أواخر عام 2018، كان المناخ السياسي مستقرًا، وكانت الحكومة تواجه «سخطًا اجتماعيًا حدث نتيجته إضرابات واحتجاجات كبرى، نظمتها النقابات في العديد من القطاعات الاقتصادية، للمطالبة بزيادة الرواتب والمزايا الاجتماعية.... وهجمات جهادية متكررة بشكل متزايد»، جرت الانتخابات التالية في عام 2020.

### الدستور
في عام 2015، وعد كابوري بمراجعة دستور عام 1991. انتهت المراجعة في عام 2018. أحد الشروط يمنع أي فرد من العمل كرئيس لأكثر من عشر سنوات إما متتالية أو متقطعة ويوفر طريقة آمنة لعزل الرئيس. كان من المقرر إجراء استفتاء على دستور الجمهورية الخامسة في 24 مارس 2019.
احتوت الصياغة المنقحة على تحديثات على بعض الحقوق، مثل الحصول على مياه الشرب، والحصول على سكن لائق، والاعتراف بالحق في العصيان المدني. كان الاستفتاء مطلوبًا لأن أحزاب المعارضة في البرلمان رفضت الموافقة على النص المقترح.

### العلاقات الخارجية
بوركينا فاسو هي عضو في الاتحاد الأفريقي، وفي مجموعة دول الساحل الخمس، وفي تجمع دول الساحل والصحراء، وفي المنظمة الدولية للناطقين بالفرنسية، وفي منظمة التعاون الإسلامي، وفي المجموعة الاقتصادية لدول غرب إفريقيا، وفي الأمم المتحدة.

### الجيش

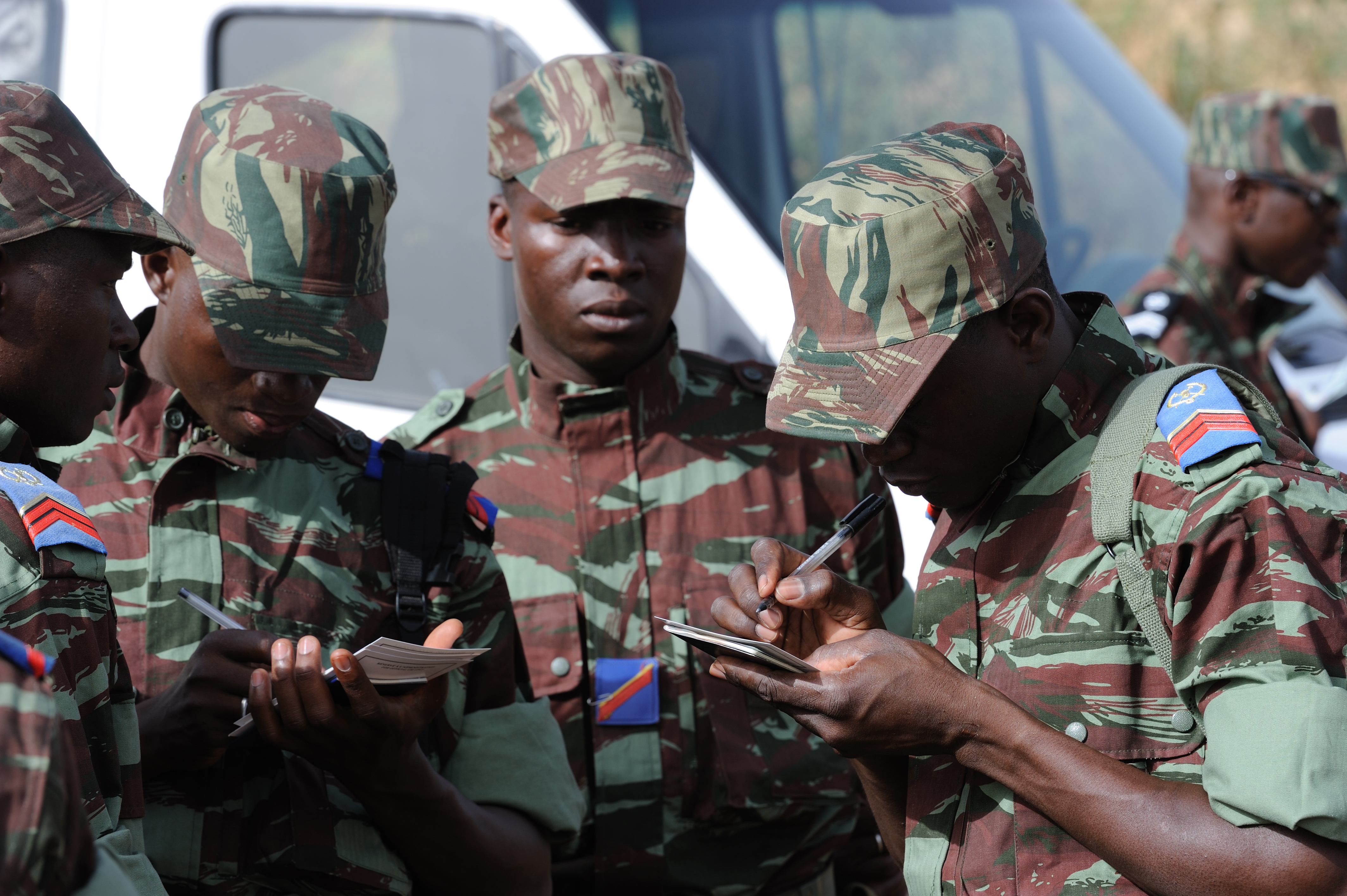
جنود من بوركينا فاسو قبل نشرهم في تدريب في مالي (2010)

يتألف الجيش من حوالي 6000 رجل في الخدمة التطوعية، وهو مدعوم بميليشيا شعبية وطنية بدوام جزئي تتكون من مدنيين تتراوح أعمارهم بين 25 و35 عامًا يُدرَّبون لأداء واجباتهم العسكرية والمدنية. وفقًا لتقييم جينس سينتينيل، يعاني جيش بوركينا فاسو من نقص في العدد بسبب سوء التجهيز وشكل هيكل قوته، ويمتلك مركبات ذات دروع خفيفة بعجلات، وقد يكون اكتسب خبرة قتالية مفيدة من خلال تدخلاته في ليبيريا وأماكن أخرى في إفريقيا.
فيما يتعلق بالتدريب والمعدات، يُعتقد أن الجيش النظامي مهمل بالنسبة للفوج النخبوي للأمن الرئاسي، ظهرت تقارير في السنوات الأخيرة عن خلافات حول الأجور والشروط. يوجد قوة جوية تمتلك حوالي 19 طائرة عاملة، لكن لا يوجد سلاح بحري؛ لأن البلاد غير ساحلية. تشكل النفقات العسكرية حوالي 1.2% من الناتج المحلي الإجمالي للدولة.
في أبريل 2011، حدث تمرد للجيش، عين الرئيس رؤساء أركان جدد، وفُرض حظر تجول في واغادوغو.

### تطبيق القانون
توظف بوركينا فاسو العديد من قوات الشرطة والأمن، على غرار المنظمات التي تستخدمها الشرطة الفرنسية. تواصل فرنسا تقديم دعم وتدريب كبيرين لقوات الشرطة. يُنظَّم الدرك الوطني على أسس عسكرية. يعمل الدرك تحت سلطة وزير الدفاع ويعمل أعضاؤه بشكل رئيسي في المناطق الريفية وعلى طول الحدود.
يوجد قوة شرطة بلدية تخضع لسيطرة وزارة الإدارة الإقليمية؛ وقوة شرطة وطنية تسيطر عليها وزارة الأمن، وفوج مستقل للأمن الرئاسي، وهو «حرس القصر» المكرس لحماية رئيس الجمهورية. ينقسم كل من الدرك والشرطة الوطنية إلى وظائف إدارية وقضائية على حد سواء؛ يُكلّف الدرك بحماية النظام العام وتوفير الأمن، والشرطة بإجراء التحقيقات الجنائية.
يُطلب من جميع الأجانب والمواطنين حمل جوازات سفر تحمل صورة شخصية، أو غيرها من أشكال إثبات الهوية أو المخاطرة بدفع غرامة، ومن الشائع التحقق من الهوية من قبل الشرطة للأشخاص الذين يسافرون بالسيارات أو سيارات الأجرة أو الحافلات.

### التقسيمات الإدارية
الدولة مقسمة إلى 13 منطقة إدارية. تشمل هذه المناطق 45 محافظة و301 مقاطعة. تُدار كل منطقة من قبل حاكم.

## السكان
بلغ عدد سكان بوركينا فاسو نحو 20,505,155 نسمة في العام 2019، وينتمون إلى عناصر عديدة منهم الموسي ويشكلون نصف السكان تقريباً ثم الفولان والديولا والسامو والتنجا، ومن سكان بوركينا فاسو السنوفو والطوارق.
كانت الفرنسية هي لغة البلاد الرسمية حتى 2023 عندما قررت الحكومة جعلها مع اللغة الإنجليزية لغة التعامل فقط، والسكان يتحدثون لغات الموري، وفولفولدي والديولا (البمبارا)، وقد بدأت اللغة العربية تدرس في بعض المدارس أيضاً.

### اللغة
يوجد في بوركينافاسو عدة لغات محلية لعل أوسعها انتشارا هي لغة المور وفولفولدي وديولا ولكن لغة التعاملات والإدارة هي الفرنسية. والعربية أيضًا منتشرة بكثرة فقد أظهرت دراسة صدرت سنة 2003 أن 63% من التلاميذ تعلموا باللغة العربية في مدارس دينية مجانية وأن السكان وخاصة المسلمين يفضلون العربية على الفرنسية.

### الدين
الدين في بوركينا فاسو (2006)

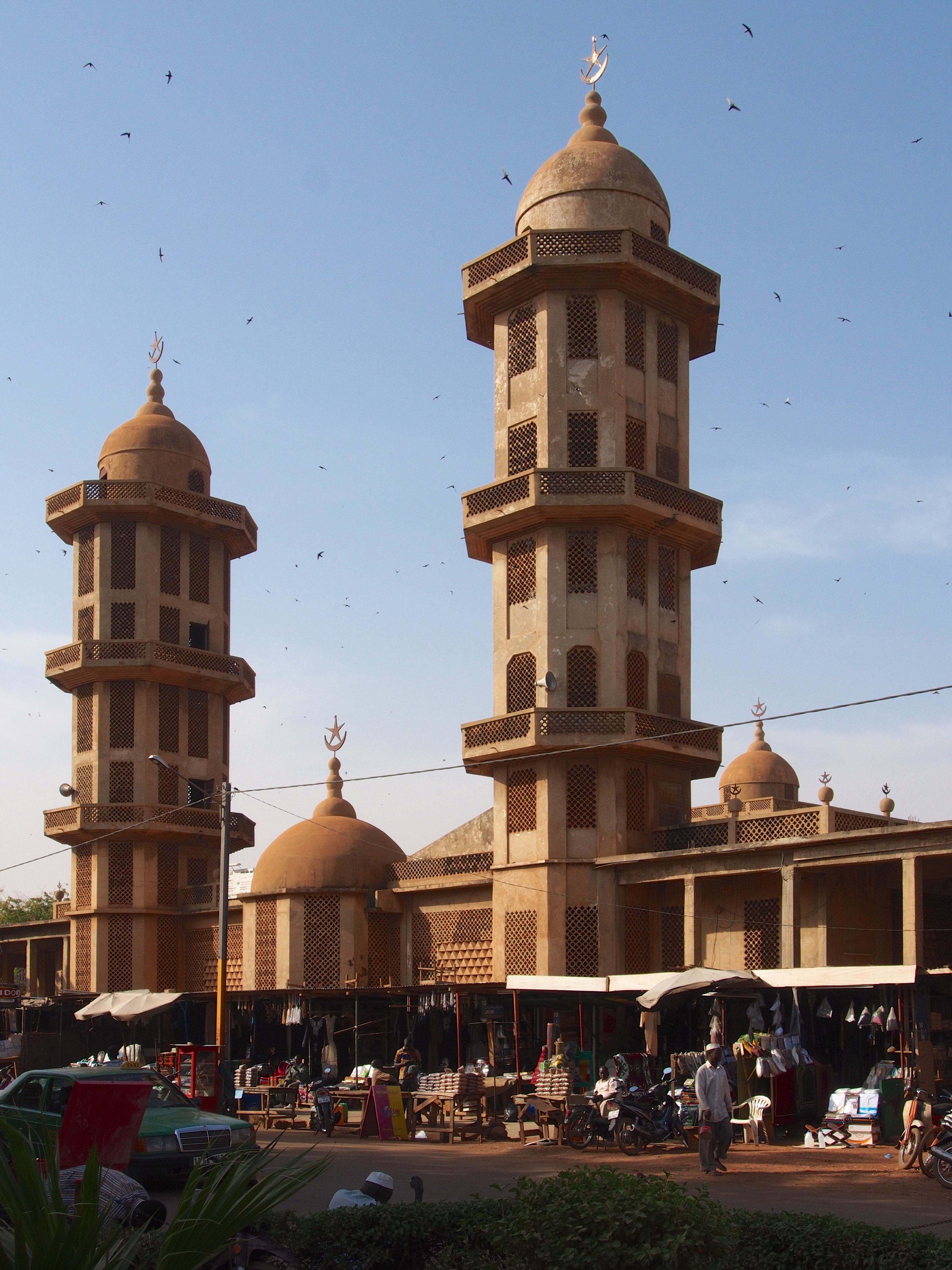
المسجد الكبير في العاصمة واغادوغو

لا يوجد إحصائيات دقيقة لنسب الأديان في بوركينا فاسو، ولكن استناداً لإحصائيات حكومية في البلاد أجريت عام 2006 فأن:
60.5% من السكان مسلمون سنّة، 19% كاثوليك، 4.2% بروتستانت، 15.3% يتبعون ديانات محلية، 0.6% لديهم ديانات أخرى، و 0.4% لادينيون.

## الاقتصاد
بوركينا فاسو لديها متوسط دخل القوة الشرائية يعادل نصيب الفرد 1666 دولار والاسمي للفرد الواحد 790 دولار في عام 2014، وأكثر من 80% من السكان يعتمدون على زراعة الكفاف، والذي يشارك في جزء صغير من الصناعة وصناعة الخدمات. الدرجة العالية من هطول الأمطار المتغير، وضعف التربة، وانعدام الاتصالات الكافية وغيرها من البنية التحتية، ومعدل الإلمام بالقراءة والكتابة المنخفض، والاقتصاد الراكد كلها مشاكل طويلة الأمد في هذا البلد غير الساحلي، يبقى اقتصاد التصدير أيضاً عرضة لتقلبات الأسعار العالمية.
احتلت بوركينا فاسو المركز 124 في مؤشر الابتكار العالمي عام 2023. لكنها تراجعت إلى المركز 129 في مؤشر عام 2024.

### المطبخ

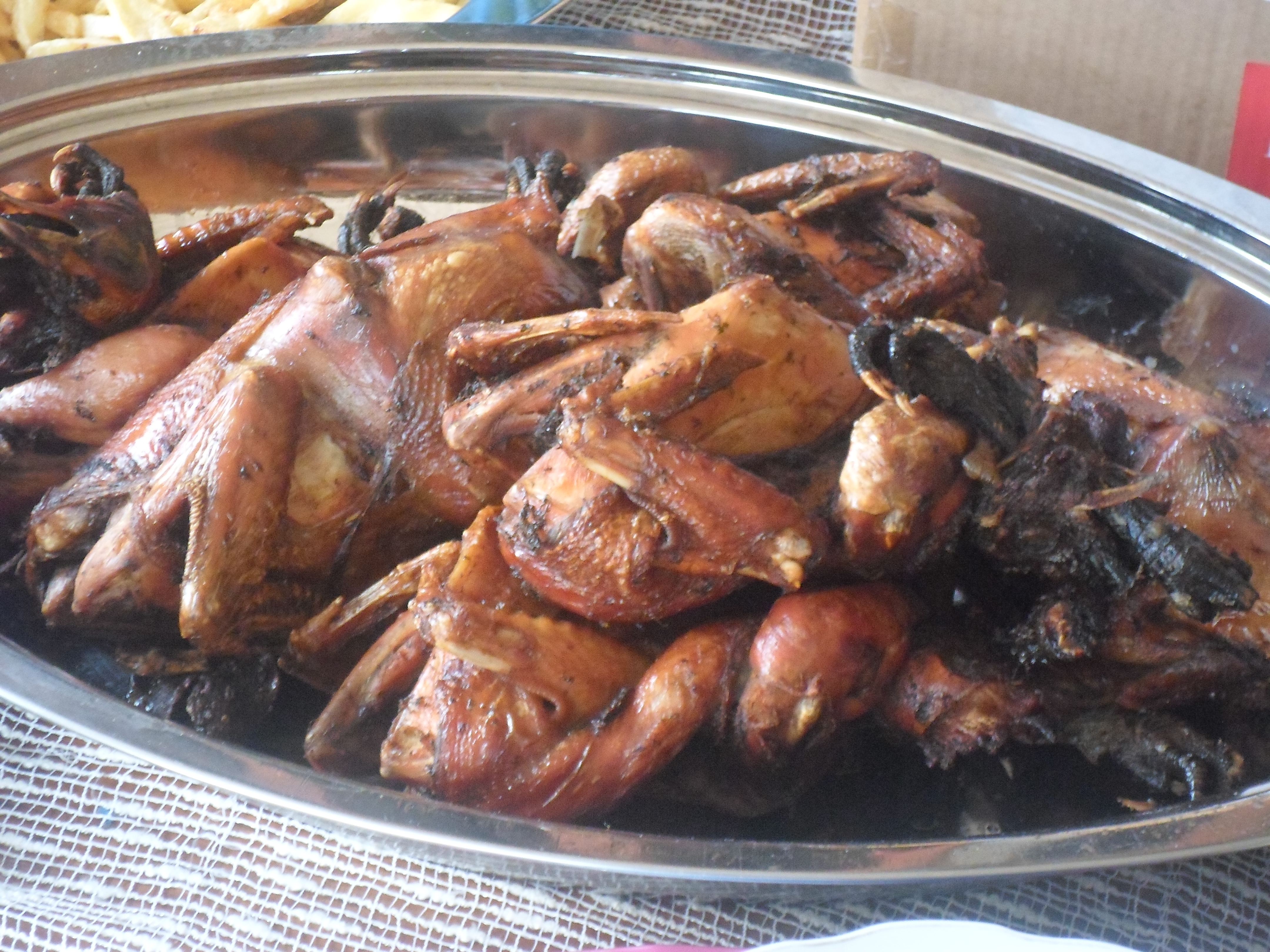
دجاج مشوي بوركينابي

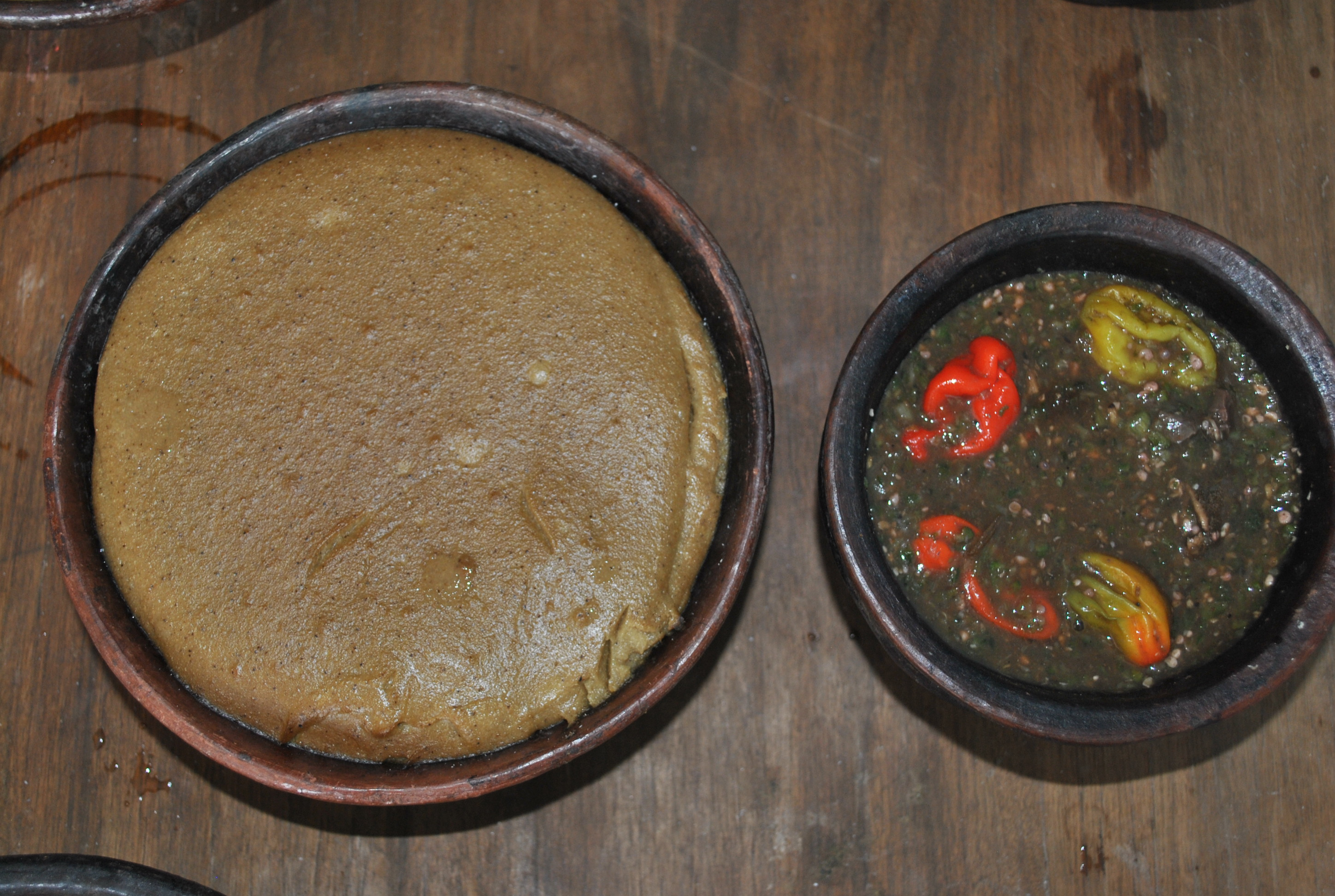
صغبو أو تو، طبق شهير في بوركينا فاسو، عجينة من دقيق الدخن أو الذرة أو الذرة الرفيعة وتقدم مع صلصة مصنوعة من الخضار أو اللحم أو الدجاج.

## الثقافة

### الرياضة

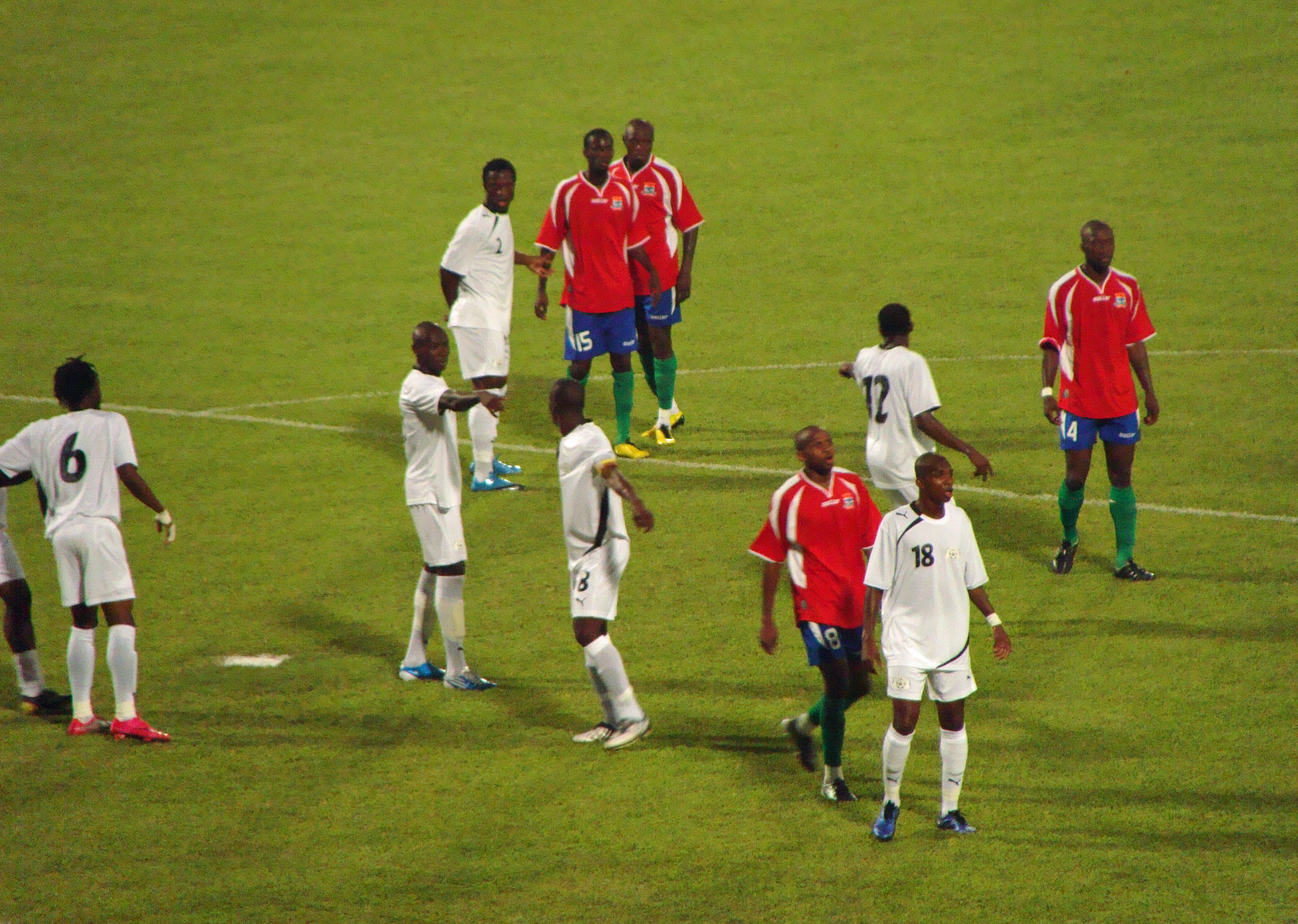
منتخب بوركينا فاسو لكرة القدم

كرة القدم هي الرياضة الأكثر شعبية في بوركينا فاسو، وتُلعب بشكل احترافي وغير رسمي في المدن والقرى في جميع أنحاء البلاد.
في عام 1998، استضافت بوركينا فاسو كأس الأمم الأفريقية التي بُني لها ملعب أومنيسبورت في بوبوديولاسو، وتأهلت بوركينا فاسو لكأس الأمم الأفريقية 2013 في جنوب أفريقيا، لكنها خسرت بعد ذلك أمام نيجيريا 0-1. ولم تتأهل البلاد أبدًا لكأس العالم لكرة القدم.
في دورة الألعاب الأولمبية الصيفية 2020، فاز الرياضي أوغ فابريس زانغو بأول ميدالية أولمبية لبوركينا فاسو.

## النشاط البشري
يعمل أهل بوركينا فاسو في الزراعة والرعي، وأهم الحاصلات الزراعية الأرز والذرة والفول السوداني والقطن والسمسم، وثروثتها من الأغنام (2,900,000)، ومن الماعز (5,198,000)، وتربي الأبقار بأعداد هائلة.
وصلها الإسلام في القرن التاسع الهجري، وذلك عندما امتدت طرق التجارة بين تمبكتو وجني في حوض النيجر إلى شمالي الغابات الاستوائية. نشطت تجارة الذهب مابين القرنين السابع عشر والتاسع عشر في موقع أطلال لوروبيني.

## وصلات خارجية
- بوركينا فاسو على موقع الموسوعة البريطانية (الإنجليزية)
- الأقليات المسلمة في أفريقيا - سيد عبد المجيد بكر